# Jamides celinus
Jamides celinus är en fjärilsart som beskrevs av Hans Fruhstorfer 1916. Jamides celinus ingår i släktet Jamides och familjen juvelvingar. Inga underarter finns listade i Catalogue of Life.